# ハリガネカズラ
ハリガネカズラ（針金葛、学名：Gaultheria japonica）はツツジ科シラタマノキ属の常緑小低木。

## 特徴
茎は細長く、針葉樹の根本や樹林下の地面をはい、よく分枝し、途中で根を出す。茎の長さは20-30cmになる。葉は革質で、互生し、葉身は倒卵状楕円形で、長さ5-10mm、幅3-6mmになり、裏面は淡緑色になる。茎、葉の裏と縁には上向きに硬毛が密生する。
花期は6月。葉腋に短い花柄をつけ、2枚の対生する小苞の下に白色の小さい花をつける。萼筒は広鐘形で4裂し、花冠は長さ2mmになり、鐘形で先端は4裂し、先は反曲する。雄蕊は8本ある。果期に萼が肥大し、液果状の果実になる。果実は長さ5-7mmの倒卵形で、白色に熟し食用になる。
和名は、茎が針金のように細長く、硬いことによる。

## 分布と生育環境
日本固有種。本州の中部地方以北に分布し、亜高山帯の針葉樹林下にまれに生育する。近縁のものは、中国雲南省と北アメリカにそれぞれ1種ある。

## シノニム
- Gaultheria hispidula (L.) Bigel. var. japonica (A.Gray) Makino ex Airy Shaw
- Chiogenes hispidula (L.) Torr. et A.Gray subsp. japonica (A.Gray) T.Shimizu
- Chiogenes hispidula (L.) Torr. et A.Gray var. japonica (A.Gray) Makino
- Chiogenes japonica A.Gray

## ギャラリー
- コメツガの根本をはう。
- Gaultheria hispidula（カナダ）